# شهرستان تورنو
شهرستان تورنو (به فرانسوی: Turnhout) در استان آنتوئر در منطقه فلاندری در کشور بلژیک واقع شده‌است.